# プラニク・ヨゲンドラ
よぎことプラニク・ヨゲンドラ（英語: Puranik Yogendra、マラーティー語: पुराणिक योगेंद्र,1977年6月3日 - ）は、インド出身の日本の政治家、実業家、民間人校長。2023年4月から茨城県立土浦第一高等学校・附属中学校の校長を務める。元江戸川区議会議員（1期）。日本の選挙においてインド出身者として初めての当選者。旧名はヨゲンドラ・シャラド・プラニクであったが2012年に日本国籍を取得（帰化）。

## 子どもの頃
インド西部、マハーラーシュトラ州アンバーナス出身。父・プラニク・シャラド（国営企業で研磨機のオペレーター）と母・プラニク・レカ（裁縫士）の長男として誕生した。姉・ポトニス・ニリマと弟・プラニク・ラフルの3人きょうだいである。

## 教育
小中学校はインド国立アンバルナス校を1992年5月に卒業した。小中学校では8年間に及びボーイスカウトで活動した。その後は父親の転勤にともない、高校はインド国立サザン・カマンド校からインド国立デフ・ロード校に移り、1994年6月に同校を卒業した。その後、プネ大学管下のサー・パラシュラム（エス・ピ）カレッジに入学し、物理学・数学を専攻する。同時にプネ大学外国語部にて日本語とドイツ語を学び、民間のIT学校データマティックス・コーポレーションで情報技術を学ぶ。
1996年5月にITのディプロマ、1997年5月に日本語の学士号を取得し、1997年9月に国際交流基金の奨学金で1か月間来日した。また、1999年9月からは2度目の奨学金により1年間日本に留学した。
物理学部を1997年に中退し、プネ大学の経済学部に転学し、それ以降国際経済・労務経済を専攻し、学士号と修士号を取得した。その後、インド国立ビジネススクール（IIMカルカッタ）より国際ビジネス管理のプログラムを卒業し、フランスのスキマ・ビジネススクール（旧ESC Lille）より戦略的プロジェクトマネジメントの博士課程の一環として定量的・定性的分析や複数の研究方法論を学ぶ。

## 就職歴
1996年にITディプロマを卒業するとプネ市内の小規模IT企業スートラ・システムズで働き始め、2001年にIBM子会社からの派遣で社会人として来日した。2002年にはインドに帰国するが、2003年から現在まで日本に滞在し、グローバル大手のIT企業で勤務した。2010年にみずほ銀行の国際事務部に調査役として就任し、以降銀行業界の仕事に従事した。2019年3月に楽天銀行企画本部の副本部長として就任するが、同年4月の東京都江戸川区議会議員選挙に当選した。2021年7月に東京都議会議員選挙に立候補したが、落選した。茨城県が実施している民間人校長公募に応募し、2022年4月茨城県立土浦第一高等学校・附属中学校の副校長に就任した。2023年4月、校長に就任した。

## 家族
2001年8月に中国人の中国県立大学の日本語講師と結婚した。2002年6月に長男が誕生した。住居地における考え方の違いから2007年に離婚した。よぎが長男を引き取り育てる。長男はインド・インターナショナル校、区立小中学校を経て、イギリスに留学した。

## 社会活動
中野、町田、行徳などを転々し、2005年に在日インド人が多く暮らす東京都江戸川区西葛西に居を構える。地元の自治会その他において積極的に参加し、インド人と日本人の懸け橋となる。2011年に発生した東日本大震災では自治会役員として地元に住む高齢者の安否確認などに従事し、週末には近隣の在日インド人たちと東北の被災地でカレーの炊き出しを行うなどのボランティア活動に参加した。
翌2012年に日本へ帰化した後、母親と共同でインド家庭料理の店「レカ」を開店する。当店の家庭料理は人気となり、国内のみならず海外からも注目を浴び、主要なテレビ番組や雑誌で継続的に紹介される。2016年に2号店を開設すると同時に江戸川印度文化センターも開設し、当文化センターではヨーガ、言語、音楽などの定期的なレッスンと共にインド音楽などのライブハウスを開始した。インドその他から有名人の演奏者がここで演奏した。

## 政治
長男が学校でいじめに遭ったことや、教科書に偏重しすぎる授業、そして江戸川区が提唱した「西葛西リトルインド構想」に疑問を持ち、区議に陳情を行なうも、その際の冷めた対応への失望により「外にいるだけでは動かないんだ」と考えて自ら区議会議員として立候補を決意する。
当初は無所属で活動していたが、2019年、区議会議員選挙の告示直前になり東大島駅前で街頭演説を行っていた所を衆議院議員・初鹿明博の目に留まり、スカウトを受けたことから立憲民主党へ入党、4月9日に同党公認候補となった。出馬に当たっては、愛称の「よぎ」を政治活動上の通称として届け出ている。
4月21日投票・翌22日開票の結果、6,477票を得て58名中第5位（定数44）で初当選した。江戸川区内に日本の選挙権を持つインド系住民はごく少数だが、自治会やPTA役員を務めるなど長年の地域活動で人脈を築いたことが上位当選につながったとしている。「インド系日本人初の政治家誕生」のニュースは第19回統一地方選挙の大きなトピックの一つとなり、出身地のインドのみならず世界中でも報じられるなどの反響を呼んだ。
2021年東京都議会議員選挙に江戸川区選挙区より立候補した。1ヶ月程度の活動で20,109票を得たが、7位で落選した。

## 哲学
ボディー、マインドとソール、この3要素のバランスを信じ、身体的健康、知識と哲学の3つに重みをおく。また、教育については学問のみならず、スポーツや音楽などを含めたバランスある教育を強調する。今後の日本のことを考えると多文化共生を重んじた、最低限2言語による教育の必要性を訴えている。